# Там, где раки поют (книга)
«Там, где раки поют» (англ. Where the Crawdads Sing) — роман американской писательницы Делии Оуэнс, написанный в 2018 году. Он возглавлял бестселлеры 2019 года по версии New York Times Fiction и 2020 года по версии New York Times Fiction в течение 32 недель подряд. По состоянию на конец февраля 2022 года книга провела 150 недель в списке бестселлеров.
История повествует о двух временных линиях, которые медленно переплетаются. Первая временная линия описывает жизнь и приключения молодой девушки по имени Киа. Она растет в изоляции в болотах Северной Каролины в промежутке между 1952 и 1969 годами. Вторая временная линия повествует о расследовании предполагаемого убийства Чейза Эндрюса, местной знаменитости из Баркли-Коув, вымышленного города в прибрежной части Северной Каролины.
Книга была отобрана для книжного клуба Риз Уизерспун Hello Sunshine Book Club в сентябре 2018 года и номинирована на лучшую книгу 2018 года по версии Barnes & Noble. К декабрю 2019 года было продано более 4,5 миллионов экземпляров книги, а в 2019 году было продано наибольшее количество печатных экземпляров. В 2019 году она также заняла первое место в списке самых продаваемых художественных книг Amazon.com. В конце декабря 2020 года The New York Times назвала её шестым бестселлером в твердом переплете того года. В 2022 году Publishers Weekly поставил её на 14-е место среди бестселлеров 2021 года с продажами в 625 599 экземпляров. К январю 2022 года тираж книги составил 12 миллионов экземпляров, что сделало её одной из самых продаваемых книг всех времён.

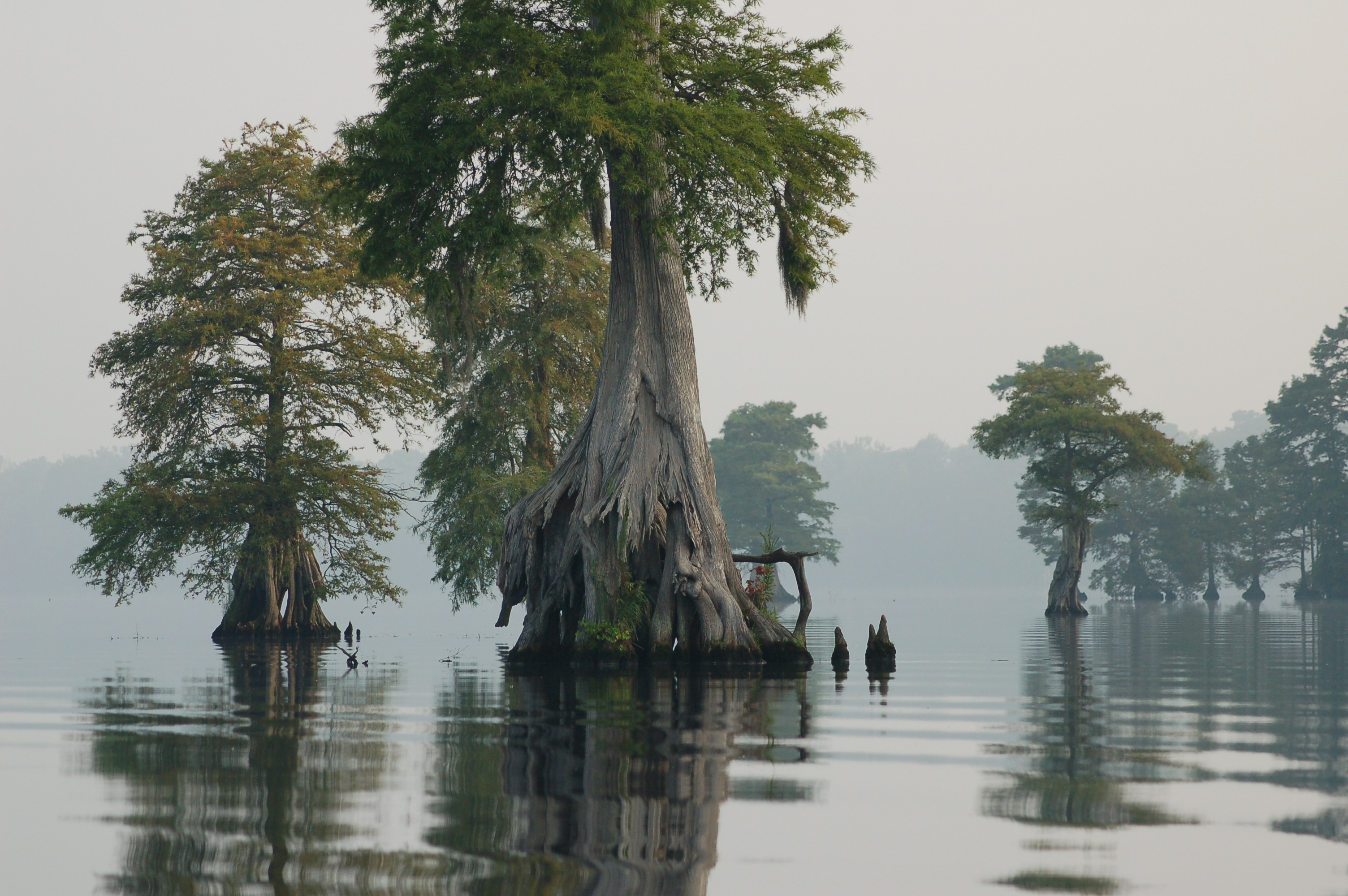
Действие романа Делии Оуэнс 2018 года «Там, где раки поют» происходит в болоте Северной Каролины, где главная героиня «болотная девушка» сравнивает своих своенравных парней с «подлыми ублюдками», о которых она читает в статье по этологии.

## Сюжет

### Часть I — Болото
В 1952 году шестилетняя Кэтрин Даниэль Кларк (по прозвищу «Киа») наблюдает, как её мать бросает её и её семью. Пока Киа тщетно ждет возвращения своей матери, она становится свидетелем того, как её старшие братья и сестры, Мисси, Мерф, Мэнди и, в конце концов, Джоди, тоже уходят из-за пьянства и физического насилия их отца.
После того, как она остается наедине с отцом, он временно перестает пить, учит её ловить рыбу и дает ей свой рюкзак, чтобы хранить её коллекции ракушек и перьев. Не умея ни читать, ни писать, Киа старыми акварельными красками своей матери рисует птиц и берег, где она подбирает ракушки и перья для своей коллекции.
Однажды Киа находит письмо в почтовом ящике. Она узнает, что его прислала её мать, и оставляет его на столе, чтобы его нашел отец. Прочитав письмо, он приходит в ярость и сжигает письмо, а также большую часть гардероба и холстов её матери. Он возвращается к выпивке и часто уезжает играть в азартные игры. В конце концов, он вообще не возвращается, и Киа предполагает, что он мертв: теперь она на болоте одна. Без денег и семьи она учится самостоятельности, в том числе занимается садоводством и торгует свежими мидиями и копченой рыбой за деньги и бензин у Скока, чернокожего мужчины, владеющего заправочной станцией для лодок. Скок и его жена Мейбл стали хорошими друзьями Кии на всю жизнь.
По мере взросления Киа сталкивается с предубеждением со стороны горожан Баркли-Коув, которые прозвали её «болотной девчонкой». Школьники смеются над ней в первый же день, когда она идет в школу, а жена пастора называет её «противной» и «грязной». Однако она подружилась с Тейтом Уокером, старым другом Джоди, который иногда ловит рыбу в болоте. Когда Киа потерялась, Тейт везет её домой на своей лодке. Спустя годы он оставляет ей перья редких птиц, а затем учит её читать и писать. Между ними завязываются романтические отношения, пока Тейт не уезжает в колледж Университета Северной Каролины в Чапел-Хилл. Он обещает вернуться, но позже понимает, что Киа не сможет жить в его более цивилизованном мире из-за её дикости и независимости, и бросает её, не попрощавшись.

### Часть II — Трясина
На дворе 1965 год, Кие 19 лет. Чейз Эндрюс, звездный квотербек и плейбой Баркли Коув, приглашает её на пикник, во время которого пытается заняться с ней сексом. Затем он извиняется, а ещё позже между ними завязываются романтические отношения. Он показывает ей заброшенную пожарную вышку, и она делает для него ожерелье из ракушек, которые он нашел во время их пикника. Несмотря на свои подозрения, она верит обещаниям Чейза о браке и занимается с ним сексом в дешёвом номере мотеля в Ашвилле. Однажды после покупки продуктов она читает в газете о помолвке Чейза с другой женщиной и понимает, что его обещания о женитьбе были уловкой. Затем она прекращает их отношения.
Тейт, окончив колледж, навещает Кию. Он пытается извиниться за то, что бросил её, и признается ей в любви. Все ещё обиженная предательством, она отвергает его. Несмотря на это, она позволяет ему войти в свою хижину, и он впечатлен её коллекцией ракушек. Он убеждает её опубликовать справочник по морским ракушкам, и она делает это в 1968 году в возрасте 22 лет под своим полным именем. За книгой о ракушках следует книга о морских птицах. На поступающие гонорары Киа нанимает рабочего, который устанавливает в её хижине водопровод, водонагреватель, ванну, раковину, унитаз со смывом и кухонные шкафы. В том же году Джоди, который сейчас служит в армии, также возвращается в жизнь Кии, выражая сожаление, что он оставил её одну. Он сообщает новость о том, что их мать страдала психическим заболеванием, и о её смерти от лейкемии двумя годами ранее. Киа прощает мать за уход, но до сих пор не может понять, почему она так и не вернулась. Посоветовав Кие дать Тейту второй шанс, Джоди отправляется в Джорджию, дав сестре записку с номером телефона и адресом — её первая связь с членом семьи за многие годы.
Некоторое время спустя, отдыхая в бухте, Киа сталкивается с Чейзом. После ссоры Чейз нападает на Кию, избивает её и пытается изнасиловать. Она отбивается от него и убегает, а свидетелями встречи становятся двое мужчин поблизости. Вернувшись в свою хижину, Киа опасается, что сообщение о нападении будет бесполезным, поскольку город обвинит её в «распущенности». На следующей неделе она становится свидетелем того, как Чейз подплывает к её хижине, и ей удается спрятаться, и тот уходит. Вспоминая жестокое обращение со стороны своего отца, Киа опасается возмездия со стороны Чейза, зная, что «мужчины всегда хотят оставить за собой последний удар».
Киа получает возможность встретиться со своим издателем в Гринвилле. Пока она в отъезде, утром 30 октября 1969 года Чейза находят мертвым под пожарной вышкой. Шериф Эд Джексон считает это убийством на основании отсутствия следов или отпечатков пальцев, в том числе Чейза, возле башни. Эд разговаривает с несколькими свидетелями и получает противоречивые показания. Он узнает, что ожерелье из ракушек, которое Киа дала Чейзу, пропало, когда его тело было найдено, хотя он носил его накануне вечером. Киа была замечена покидающей Баркли-Коув перед убийством, а затем возвращающейся на следующий день, но также было замечено, как она ехала на своей лодке к башне в ночь смерти Чейза. Также были найдены красные шерстяные волокна на куртке Чейза, принадлежавшие шляпе Кии. Убежденный, что она виновна в убийстве Чейза, Эд заманивает Кию в ловушку возле пристани Скока и заключает её в тюрьму без залога на два месяца.
На суде над Кией в 1970 году даются противоречивые показания. Адвокат Кии, Том Милтон, опровергает доводы прокурора на том основании, что не было конкретных доказательств, позволяющих осудить Кию. Присяжные признают её невиновной. Киа возвращается домой и примиряется с Тейтом. Они живут вместе в её хижине, пока Киа в возрасте 64 лет мирно не умирает в своей лодке. Некоторое время спустя, разыскивая завещание Кии, Тейт находит спрятанную коробку с её старыми вещами и понимает, что Киа писала стихи Аманды Гамильтон, поэтессы, которая часто цитировалась в её книге. Тейт также находит под стихами ожерелье из ракушек, которое Чейз носил до ночи своей смерти. Затем он сжигает сыромятную нить и бросает ракушки на пляж, решив навсегда скрыть секрет Кии.

## Этология
Этология, изучение поведения животных, является темой, которая рассматривается в книге. Киа читает об этологии, в том числе статью под названием «подлые ублюдки», и использует свои знания, чтобы ориентироваться в уловках и ритуалах свиданий местных мальчиков. Киа сравнивает себя с самкой светлячка, которая использует свой закодированный мигающий световой сигнал, чтобы заманить самца другого вида на смерть, или с самкой богомола, которая заманивает самца и начинает поедать его голову и грудную клетку, пока его брюшко все ещё совокупляется с ней. «Самки насекомых, — подумала Киа, — умеют обращаться со своими любовниками».

## Критика
Когда в начале 2019 года книга стала бестселлером, она привлекла широкое внимание. Поскольку слово «crawdad» (с англ. — «рак»), используемое в названии, является местным термином, после выхода книги возросло количество онлайн-запросов о значении этого слова.

## Экранизация
Fox 2000 владеет правами на экранизацию этой книги. Продюсерская компания Риз Уизерспун Hello Sunshine экранизировала её с Уизерспун в качестве продюсера. Люси Алибар адаптировала книгу в сценарий фильма. Дейзи Эдгар-Джонс сыграла Кию. Тейлор Джон Смит и Харрис Дикинсон также сыграли роли Тейта Уокера и Чейза Эндрюса соответственно. Съемки проходили с середины апреля до середины/конца июня 2021 года в Новом Орлеане и Хоуме, штат Луизиана, и их окрестностях. 5 июля 2021 года Cosmopolitan сообщил, что съемки завершены. Выход фильма состоялся 15 июля 2022 года. Также было объявлено, что Тейлор Свифт написала для фильма оригинальную песню «Каролина».